# يهوت (المهرة)

تعديل مصدري - تعديل

يهوت هي إحدى قرى مديرية المسيلة التابعة لمحافظة المهرة، بلغ تعداد سكانها 439 نسمة حسب تعداد اليمن لعام 2004.